# Ачария
Ачария или ачаря (на санскрит: आचार्य) означава „учител“, който преподава чрез собствения си пример (от санскрит: ачара, „поведение“ или аа + чаря, „който трябва да се следва“). Терминът се използва в индийските религии, най-вече в индуизма.
Най-важните ачарии в индуизма са:
- Шанкарачаря
- Рамануджачаря
- Мадхвачаря
- Нимбаркачаря
- Валабхачаря
- Чайтаня Махапрабху

За Гаудия вайшнавите ръководството на духовен учител (гуру) е задължително условие за разбирането на Бога. Според Чандогия Упанишад само личност, която следва ачария може да разбере „науката за абсолютната истина“.
Друго значение, което може да бъде дадено на Ачария е „този, който учи с примера си“.
Ачария често е основател и глава на сампрадая, а титлата Ачаря се добавя след името в знак на уважение.